# کلمار
کُلمار (به فرانسوی: Colmar) نام شهری در شهرستان اورن در ناحیه آلزاس با جمعیت ۶۵٬۷۱۳ نفر در کشور فرانسه واقع شده‌است.